# Cocina fusión (programa de televisión)
Cocina Fusión fue un Programa de televisión chileno, transmitido los días jueves a las 22:30 por la cadena TVN entre el 11 de marzo y el 28 de mayo de 2020.
En cada programa, seis famosos ponen a prueba sus habilidades culinarias mientras comparten detalles de sus vidas.

## Jurado
- Juan Manuel Pena Passaro
- Tomás Olivera
- Mathieu Michel

## Personalidades invitadas
- Yamila Reyna
- Daniela Kirberg
- Titi García Huidobro
- Rodrigo Goldberg
- Gustavo Huerta
- Rodrigo Salinas
- Alejandra Herrera
- Cristián de la Fuente
- Julio Jung Duvauchelle

- Claudio Moreno
- Javiera Contador

Referencias
1. ↑  «Cocina Fusión». www.tvn.cl (en inglés). Consultado el 6 de marzo de 2020.

- Datos: Q97125913